# Driepootvis
De driepootvis of statiefvis (Bathypterois grallator) is een straalvinnige vissensoort uit de familie van netoogvissen (Ipnopidae). De wetenschappelijke naam van de soort is voor het eerst geldig gepubliceerd in 1886 door Goode & Bean.

## Kenmerken
De sterk verlengde, lange buikvinnen vlak bij de kop worden gebruikt om op te staan, evenals de staartvinstraal. Ze houden hun kop met kleine ogen omhoog tegen de stroming, waarbij ze tevens de omgeving in de gaten houden. De soort bezit lange, vleermuisachtige borstvinnen die bijna aan de kop vastzitten en mogelijk een zintuigfunctie hebben. Op deze manier kunnen zij hun kop vlak bij de bodem houden, maar wel in een stabiele positie in de stroming om te ruiken of er een prooi in de buurt is. De mondspleet reikt tot achter het oor en de bek kan ver worden opengesperd. De lichaamslengte bedraagt 36 cm.

## Leefwijze
Diepzeevissen maken in open water meestal gebruik van licht om hun prooien te lokken. Deze vis maakt geen gebruik van lokmiddelen, maar gebruikt een meer afwachtende strategie. Ze wachten gewoon totdat de stroming het voedsel naar hen toedrijft.
De vis is een hermafrodiet en produceert zowel zaad als eitjes. Deze vis paart direct bij een ontmoeting met een soortgenoot.

## Verspreiding en leefgebied
Deze soort komt voor in de diepere delen van de Atlantische-, Indische- en Grote Oceaan, maar ook van de Middellandse Zee.